# 内色許男命
内色許男命（うつしこおのみこと）は、古代日本の豪族・穂積臣の祖。『古事記』の表記であり、『日本書紀』では欝色雄命と表記する。

## 概要
『古事記』の孝元天皇記において、孝元天皇の后の内色許売命の兄として登場し、続けて天皇が娘の伊迦賀色許売命も妃として娶ったとの記述があるが、伊迦賀色許売命を内色許男命の娘とする伝承は『古事記』以外に見られない。『日本書紀』では開化天皇即位前紀に欝色謎命を穂積臣の祖・欝色雄命の妹と記す。
『記紀』ではそれ以外に目立った活動は伝えられないが、『先代旧事本紀』の「天皇本紀」では、孝元天皇即位8年春正月に物部連公の祖・宇摩志麻治命の子孫である欝色雄命を大臣とし、兄弟の大綜杵命を大禰としたことが記される。